# Fotis Mavriplis
Fotis Mavriplis (griechisch Φώτης Μαυρίπλης; * 31. Januar 1920 in Thessaloniki, Griechenland; † 9. März 2012 in Montréal, Kanada) war ein griechischer alpiner Skirennläufer und Luftfahrtingenieur.

## Leben
Mavriplis studierte Aerodynamik an der TU München und arbeitete vor dem Ausbruch des Zweiten Weltkrieges in München als Ingenieur. Während dieser Zeit unternahm er mehrere Wochenendausflüge nach St. Anton am Arlberg in Österreich, wo er das Skifahren erlernte. Später lebte er dort auch für einige Zeit.
1948 startete er bei den Olympischen Winterspielen in St. Moritz für Griechenland im Ski Alpin in der Abfahrt und der Kombination. Er war der einzige Vertreter Griechenlands bei diesen Olympischen Spielen. In der Abfahrt belegte er in einer Zeit von 5:39,1 Minuten den 101. Platz. Er benötigte für die Strecke somit über zweieinhalb Minuten länger als der Olympiasieger Henri Oreiller; von den Teilnehmern, die das Ziel erreichten, war einzig der Spanier Fernando Armiñán langsamer als er. Im Slalom der Kombination konnte Mavriplis das Ziel nicht erreichen, weswegen er in dieser Disziplin keine Platzierung errang.
Später emigrierte Mavriplis nach Kanada, zunächst nach Toronto, später zog er nach Montréal, wo er als Luftfahrtingenieur Karriere machte. Er war Manager der Aerodynamikabteilung bei Canadair und Bombardier Aerospace. 1980 nahm ihn das Canadian Aeronautics and Space Institute als Fellow auf, 1998 erhielt er den McCurdy Award für seine Verdienste um die kanadische Luftfahrtindustrie.
Mavriplis war 57 Jahre lang mit seiner Frau Linda (geb. Calder) verheiratet, das Paar hatte drei Kinder. Sein Sohn Dimitri Mavriplis trat beruflich in seine Fußstapfen, er ist heute Professor für Maschinenbau an der University of Wyoming.